# 단정명
단정명(段正明, 생몰년 미상)은 1081년부터 양위한 1094년까지 대리국의 제14대 황제이다. 제11대 황제 단사렴의 손자이다.